# Feichterkar
Feichterkar ist eine Rotte in der Gemeinde Fuschl am See im Nordosten des österreichischen Bundeslandes Salzburg.
Die Rotte befindet sich südlich von Fuschl und etwas oberhalb des östlichen Ufers des Fuschlsees, vob dem der Ort zusätzlich noch durch ein Waldstück getrennt ist. Erreichbar ist Feichterkar über die aus der Stadt Salzburg kommende Wolfgangsee Straße, von der man über eine in Brunnfeld abzweigende Nebenstraße nach 2 Kilometer in den Ort gelangt.